# Vix (Vendeia)
Vix é uma comuna francesa na região administrativa da Pays de la Loire, no departamento de Vendéia. Estende-se por uma área de 28,53 km². Em 2010 a comuna tinha 1 826 habitantes (densidade: 64 hab./km²).